# Oliver Lines
Oliver Lines (* 16. Juni 1995 in Leeds) ist ein englischer Snookerspieler.

## Karriere

### Jugendjahre und Einstieg ins Profisnooker
Oliver Lines ist der Sohn von Snookerprofi Peter Lines. Mit 12 Jahren begann er mit dem Snookerspielen und bereits mit 16 Jahren begleitete er seinen Vater zu den Turnieren der Players Tour Championship (PTC), an denen er als Amateur teilnahm. Während er im ersten Jahr nur drei Siege gegen andere Amateure vorweisen konnte, besiegte er auf der PTC-Serie 2012/13 beim insgesamt fünften Turnier mit Joe Perry erstmals einen Profispieler und zog in Runde zwei ein. Es gelang ihm aber nicht, sich im Frühjahr 2013 über eines der drei Turniere der Q School für die Profitour zu qualifizieren. Später im Jahr konnte er bei seiner dritten Teilnahme an der Players Tour Championship bei den Ruhr Open zum zweiten Mal unter die Letzten 64 vorstoßen.
Im März 2014 nahm Lines an der Junioreneuropameisterschaft teil, wo er als 18-Jähriger U-21-Europameister wurde. Damit sicherte er sich zusätzlich auch die zweijährige Zugehörigkeit zur Main Tour ab der Saison 2014/15. Bereits beim Auftaktturnier der PTC-Asian-Tour, den Yixing Open, gelang ihm der Einzug ins Achtelfinale. Bei den vollwertigen Ranglistenturnieren überstand er zweimal die erste Runde und bei den Haining Open, dem zweiten Asian-Tour-Turnier, schaffte er es mit Siegen unter anderem über Ryan Day und Jimmy Robertson bis ins Finale, in dem er Stuart Bingham unterlag. In der Qualifikation für die International Championship 2014 besiegte er den damaligen Weltranglistenersten Mark Selby mit 6:4, obwohl er bereits mit 0:4 zurückgelegen hatte. Bei den Gdynia Open erreichte er ein weiteres Mal ein PTC-Achtelfinale. Damit qualifizierte er sich auch für die Grand Finals der Tour, wo er allerdings sein Auftaktspiel gegen Matthew Selt verlor. Zusammen mit weiteren kleinen Erfolgen brachte ihn das auf Platz 78 zu Beginn seiner zweiten Saison. Weitere Fortschritte machte er unter anderem mit dem Erreichen des Achtelfinals beim Riga Open 2015. Bei der International Championship gelang ihm nach Siegen über Gary Wilson und Noppon Saengkham erstmals der Einzug unter die letzten 32 bei einem der großen Turniere. In Gibraltar stand er zum fünften Mal in einem Minor-Ranking-Achtelfinale. Danach folgte eine Reihe von Auftaktniederlagen, aber mit seinem Sieg über Lu Ning in der WM-Qualifikation sicherte er sich Platz 61 in der Weltrangliste und damit den automatischen Fortbestand seiner Zugehörigkeit zur Profitour.

### Auf und Ab der Profijahre
Zu den ersten Erfolgen der Saison 2016/17 gehörte beim Indian Open das Erreichen des Achtelfinals, zum ersten Mal bei einem vollwertigen Ranglistenturnier. Danach schied er aber meistens spätestens in Runde 2 aus, bevor er bei der UK Championship in eben dieser Runde den Weltranglistendritten Judd Trump mit 6:2 schlug und nach einem 6:0 über Jimmy Robertson das zweite Achtelfinale folgen ließ. Dies brachte ihn bis auf Platz 53 der Rangliste. Nach dem Erreichen der dritten Runde bei den Scottish Open folgte in der zweiten Saisonhälfte aber wieder eine Serie von 5 Auftaktniederlagen und so belegte er am Saisonende wieder einen der hinteren Plätze unter den Top 64. Deshalb musste er im Jahr darauf weiter um den Profiverbleib kämpfen. Allerdings blieben die größeren Erfolge aus. Dreimal kam er in Runde 3, unter anderem bei der International Championship 2017, wo er Ding Junhui – damals auf Platz 2 der Weltrangliste – mit 6:4 schlug. Gleich 8 Mal verlor er aber bereits in Runde 1 und so rutschte er am Ende noch auf Platz 65 ab. Allerdings gehörte er mit seinem Saisonergebnis immer noch zu den vier Besten der Einjahresrangliste ohne die Top 64, weshalb er eine neue Tourcard für zwei Jahre bekam.
Mit dem Erreichen der dritten Runde beim Riga Masters 2018 begann sein fünftes Profijahr zwar vielversprechend, aber es folgten 3 Auftaktniederlagen und auch bei den nächsten Turnieren kam er nie über die zweite Runde hinaus. Erst beim Shoot-out erreichte er wieder Runde 3 und Saisonhöhepunkt waren die Indian Open, die ihm sein drittes Ranglisten-Achtelfinale brachten. Trotzdem stand er am Saisonende nur um Platz 80. Dort blieb er auch in der Saison 2019/20. Außer einem Sieg gegen einen Amateurspieler gelang ihm lange Zeit überhaupt kein Erfolg, erst zum Jahreswechsel gewann er beim German Masters ein Sieg und danach noch zwei Siege beim Gibraltar Open, bevor die COVID-19-Pandemie die Saison unterbrach. Nach Wiederaufnahme besiegelten zwei Erstrundenniederlagen den erneuten Verlust des Profistatus.
Diesmal blieb Lines nur noch die Q School, um dennoch auf der Tour zu bleiben. Nach einer Erstrundenniederlage im ersten Turnier gelang ihm im zweiten Anlauf der Durchmarsch bis ins Entscheidungsspiel, das er mit 4:2 gegen Paul Davison gewann. Damit verlängerte er seine Profizeit um zwei Jahre. 2020/21 begann mit zwei Siegen gegen Noppon Saengkham, aber einer geringen Ausbeute für die Weltrangliste. Bei keinem Ausscheidungsturnier kam er über die zweite Runde hinaus. Sein Saisonhöhepunkt war die WST Pro Series 2021. Er gewann 6 der 7 Gruppenspiele und zog als Erstplatzierter in die Runde der Letzten 32 ein. Unter anderem traf er in der Gruppe erstmals in seiner Profikarriere auf seinen Vater Peter Lines und gewann das Generationenduell mit 2:0. Die nächste Saison begann er damit auf Platz 72 der Weltrangliste. Er erreichte danach die Halbfinalrunde der Championship League, das Achtelfinale des Snooker Shoot-Out und das Viertelfinale des Turkish Masters. Dank dieser guten Ergebnisse beendete er die Saison auf Rang 57 der Weltrangliste und qualifizierte sich als Teil der Top 64 für eine weitere Profisaison. Mit einer Viertelfinalteilnahme beim WST Classic konnte er auch in der Saison 2022/23 seinen Platz in den Top 64 bestätigen.

## Erfolge
Profiturniere
- Ranglistenturniere
  - Halbfinale: British Open (2024)
  - Viertelfinale: Turkish Masters (2022), WST Classic (2023)
  - Achtelfinale: UK Championship (2016), Indian Open (2016, 2019), Snooker Shoot-Out (2022, 2023), English Open (2023)
- Minor-Ranking-Turniere
  - Finale: Haining Open (2014)
  - Achtelfinale: Yixing Open (2014), Gdynia Open (2015), Riga Open (2015), Gibraltar Open (2015)

Qualifikation für die Profitour
- Q School (2020 – Turnier 2)

Amateurturniere
- U-21-Europameister 2014